# Nordvest (provins)
 For alternative betydninger, se Nordvest. (Se også artikler, som begynder med Nordvest)
Nordvestprovinsen (tswana: Bokone Bophirima; engelsk: North West; afrikaans: Noordwes; xhosa: Mntla-Ntshona; sotho: Leboya Bophirimela; tsonga: N'walungu-Vupeladyambu; pedi: Lebowa Bodikela; zulu: Nyakatho-Ntshonalanga; ndebele: Tlhagwini-Tjhingalanga) er en provins i det nordlige Sydafrika. Den har et areal på 104.882 km² og en befolkning på 3,7 millioner (2015). Hovedstaden er Mahikeng.
Provinsen blev dannet i 1994 af dele af de tidligere provinser Transvaal og Kapprovinsen samt større dele af nogle bantustans, deriblandt Bophuthatswana.
I Nodvest provinsen ligger også det omstridte feriested, Sun City, der fremstod som et symbol på problemerne i Sydafrika under Apartheid, da Sydafrikas sorte befolkning var nægtet adgang til området. Sun City tiltrak sig hele verdens opmærksomhed da en række af verdens største rockstjerner, bl.a. Bruce Springsteen, Little Steven og Lou Reed, gik sammen om at markere deres modstand mod Apartheid og indspillede sangen "Sun City", som blev spillet på alverdens radiostationer i midten af firserne. Sun City fyldte 30 år d. 7. december 2009 og er et eftertragtet udflugtsmål for såvel sorte som hvide sydafrikanere.